# Jan Henryk X Hochberg
Jan Henryk X Hochberg (niem. Hans Heinrich X Graf von Hochberg) (ur. 2 grudnia 1806 w Berlinie, zm. 20 grudnia 1855 tamże) – hrabia von Hochberg, książę Pszczyński i Książa, magnat, przemysłowiec, arystokrata, polityk.

## Biografia
Jan Henryk X Hochberg urodził się 2 grudnia 1806 r. w Berlinie. Był pierworodnym synem Jana Henryka VI Hochberga i księżniczki Anny Amalii Anhalt-Köthen-Pless. Ich siedzibą był zamek Książ. Młody książę był  pod opiekę krewnych, pszczyńskich Anhaltów, których był siostrzeńcem. Karierę rozpoczął w pruskiej armii, ale ze względu na nieporadność swego ojca, musiał ją porzucić i zająć się zarządzaniem rodowymi włościami w Książu. W 1832 r. Jan Henryk X Hochberg ożenił się z  Idą von Stechow-Kotzen, córką Fryderyka Ludwika Wilhelma von Stechow, z którą miał piątkę dzieci. Po śmierci pierwszej żony w 1848 r. poślubił Adelheidę v. Stechow, siostrę swojej pierwszej żony. Był członkiem Zgromadzenia Narodowego w Prusach. Zmarł 20 grudnia 1855 r. w Berlinie, pochowany został w Świebodzicach w krypcie kościoła Św. Mikołaja.

## Historia
W 1846 roku brat matki – książę Henryk von Anhalt-Pless, ostatni potomek męski tego rodu, związanego historycznie z rodziną von Promnitz na mocy odpowiednich umów sukcesyjnych zapisał siostrzeńcowi Janowi Henrykowi X znaczne dobra księstwa pszczyńskiego na Górnym Śląsku. Dzięki pozyskaniu nowych dóbr Hochbergowie (Jan Henryk X, Jan Henryk XI, Jan Henryk XV) stali się jednym z najbogatszych i najbardziej wpływowych rodów arystokratycznych Śląska. Jan Henryk X von Hochberg, syn i spadkobierca budowniczego Starego Książa, zapisał się w annałach rodzinnych wielkimi literami, został pierwszym w tym rodzie księciem. Przejęcie przez Hochbergów księstwa pszczyńskiego, potwierdzone zostało dekretem królewskim z 1848 roku, kolejny dekret – z 1850 roku, przyznawał Janowi Henrykowi X i jego następcom tytuł książąt von Pless. Nadany mu w Charlottenburgu w 1855 roku dyplom, gwarantował rozszerzenie herbu, na którym łączą się otoczone purpurą książęcego płaszcza stary herb hrabiowski, nadany w roku 1683 Hochbergom z herbem sławnego rodu von Promnitz.

## Panowanie
Pod rządami Jana Henryka X rozpoczęto w księstwie pszczyńskim wielkie inwestycje przemysłowe. W oparciu o wzorce swoich zakładów skupionych w Wałbrzychu na Dolnym Śląsku i ściągniętych stamtąd fachowców, powstały 4 nowe kopalnie węgla kamiennego: „Schadok” w Kokocińcu (1846), „Radość Augusty” w Łaziskach Górnych (1847), „Brada” w Łaziskach Górnych (1850) i „Fryderyk Erdmann” pod Mikołowem (1850). Powstały też nowe huty żelaza: „Adelajda” w Gostyni (1850) i „Justyna” pod Katowicami, rozbudowano hutę „Ida” w Kokocińcu (1846), której budowę rozpoczęto za panowania poprzedniego księcia, a kopalnię „Emanuelssegen” poddano modernizacji, wyposażając w maszyny parowe. Hochberg przywiązywał dużą wagę do rozbudowy sieci drogowej. W 1852 roku uruchomiono pierwszą w dobrach pszczyńskich linię kolejową z Murcek do Katowic, która umożliwiła znaczne zwiększenie wydobycia węgla kamiennego w kopalni „Emanuelssegen”. Jan Henryk X dał się poznać jako energiczny gospodarz. Na początku jego panowania w latach (1846–1848) przypadła klęska nieurodzaju i głodu, która wstrząsnęła Górnym Śląskiem. Prócz wielkiej pomocy dla ludności powiatu pszczyńskiego podjętej częściowo z administracją rządową, książę pszczyński dla przezwyciężenia ogólnego upadku swych dóbr, a zwłaszcza rolnictwa, przedsięwziął wielkie roboty takie jak melioracje i osuszanie pól i łąk, regulacje rzek i potoków oraz budowę dróg lokalnych, które to działania kontynuował potem jego syn Jan Henryk XI (1855–1907).

## Drzewo od  Promnitzów doHochbergów
Hrabia Jan Erdmann (1719–1785), ostatni z rodu Promnitzów,  przekazał ziemię pszczyńską siostrzeńcowi Fryderykowi Anhalt-Köthen ↓ (1731–1797). W 1846 r. ks. Henryk von Anhalt-Köthen (1778–1847), ostatni z rodu, oddał ziemię pszczyńską ks. Janowi X von Hochberg (1806–1855). 
| Emanuel Lebrecht Anhalt-Köthen (1671–1704) | Emanuel Lebrecht Anhalt-Köthen (1671–1704) |                                             |                                             | Gisela Agnes von Rath (1669–1740) | Gisela Agnes von Rath (1669–1740) |  |  | Erdmann II von Promnitz (1683–1745) | Erdmann II von Promnitz (1683–1745) |                                      |                                      | Anna Maria von Sachsen-Weißenfels (1683–1731) | Anna Maria von Sachsen-Weißenfels (1683–1731) |
|                                            |                                            |                                             |                                             |                                   |                                   |  |  |                                     |                                     |                                      |                                      |                                               |                                               |
|                                            |                                            | August Ludwig von Anhalt-Köthen (1697–1755) | August Ludwig von Anhalt-Köthen (1697–1755) |                                   |                                   |  |  |                                     |                                     | Christine Johanna Emilie (1708–1732) | Christine Johanna Emilie (1708–1732) |                                               |                                               |
|                                            |                                            |                                             |                                             |                                   |                                   |  |  |                                     |                                     |                                      |                                      |                                               |                                               |
|                                            |                                            |                                             |                                             |                                   |                                   |  |  |                                     |                                     |                                      |                                      |                                               |                                               |
|                                            |                                            |                                             |                                             |                                   |                                   |  |  |                                     |                                     |                                      |                                      |                                               |                                               |

|  |  |  |  |  |  |                                                      |                                                      |                                  |                                  |                                            |                                            |                                                     |                                                     |
|  |  |  |  |  |  | Luise Ferdinande zu Stolberg-Wernigerode (1744–1784) | Luise Ferdinande zu Stolberg-Wernigerode (1744–1784) |                                  |                                  | Fryderyk Erdmann Anhalt-Köthen (1731–1797) | Fryderyk Erdmann Anhalt-Köthen (1731–1797) |                                                     |                                                     |
|  |  |  |  |  |  |                                                      |                                                      |                                  |                                  |                                            |                                            |                                                     |                                                     |
|  |  |  |  |  |  |                                                      |                                                      |                                  |                                  |                                            |                                            |                                                     |                                                     |
|  |  |  |  |  |  |                                                      |                                                      | Anna Emilie von Pleß (1770–1830) | Anna Emilie von Pleß (1770–1830) |                                            |                                            | Jan Henryk VI von Hochberg-Fürstenstein (1768–1833) | Jan Henryk VI von Hochberg-Fürstenstein (1768–1833) |
|  |  |  |  |  |  |                                                      |                                                      |                                  |                                  |                                            |                                            |                                                     |                                                     |
|  |  |  |  |  |  |                                                      |                                                      |                                  |                                  | Jan Henryk X Hochberg (1806–1855)          |                                            |                                                     |                                                     |